# Fusuisaurus
Fusuisaurus là một chi khủng long, được Mo Wang W. Huang Z. Huang X. & Xu X. mô tả khoa học năm 2006.